# Ônibus movido a etanol

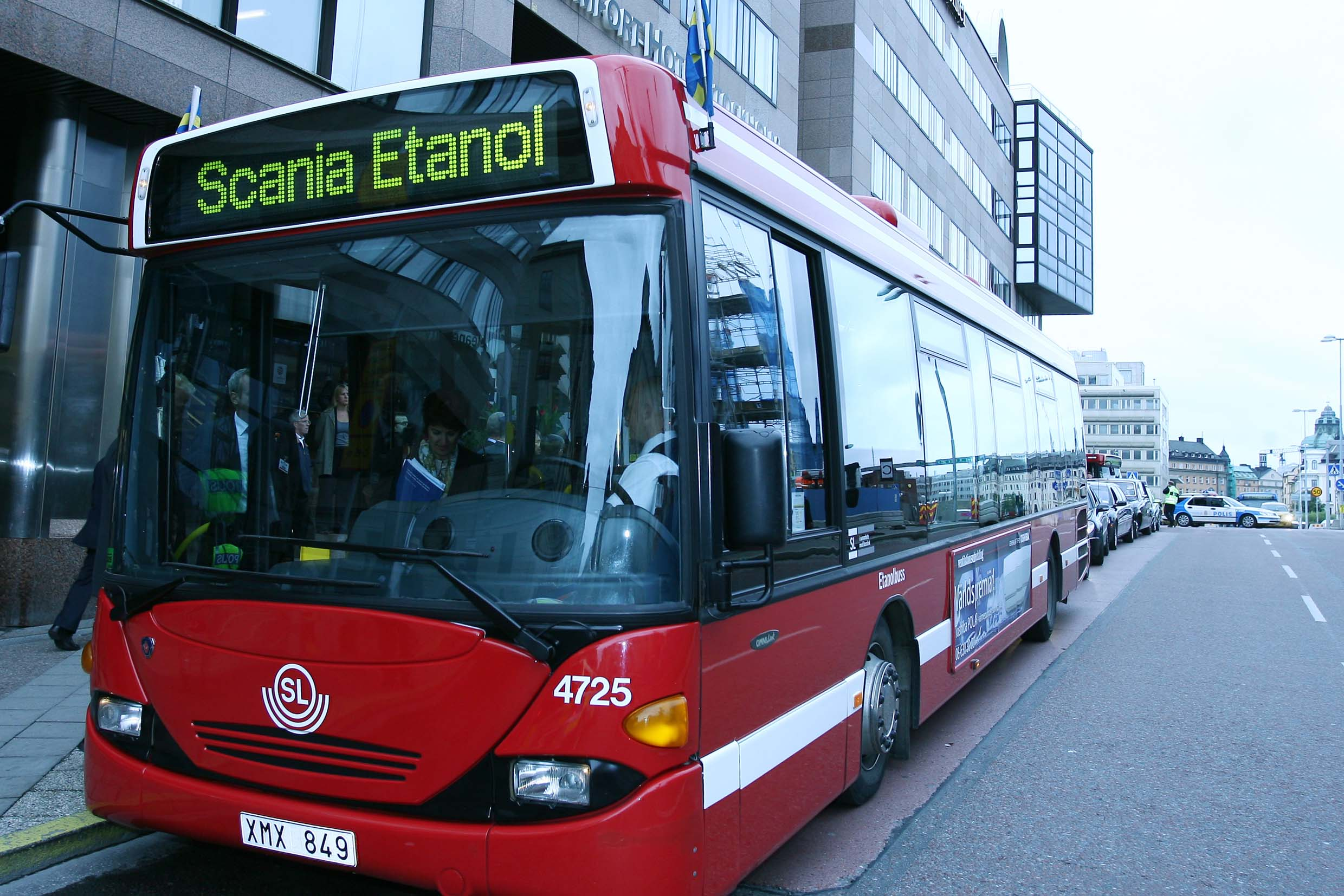
Ônibus movido a etanol sueco.

Um ônibus movido a etanol (português brasileiro) ou autocarro movido a etanol (português europeu) é um ônibus que utiliza o álcool etílico, ou etanol, como combustível.
Desde 2007 o Brasil tem um protótipo operando com etanol E95 no Corredor Metropolitano São Mateus - Jabaquara, em São Paulo. Este veículo de teste faz parte do Projeto BEST - BioEthanol for Sustainable Transport, com patrocínio de vários países europeus.
Em 1997, a Scania sueca exportou para o Brasil dois ônibus a etanol que operaram na época. Um ônibus fez testes na empresa Auto Viação Urubupungá, na linha Osasco (Jardim Elvira) - São Paulo (Estação Armênia), e o segundo fez testes em Curitiba. Além disso o primeiro ônibus movido a álcool do mundo (um Mercedes-Benz Monobloco 0-364 rodoviário) rodou pela mesma empresa em 1979. Esses ônibus ficaram pouco tempo no país, porque o motor do ônibus não era adaptado para o álcool brasileiro, sendo necessário o álcool e aditivo sueco, o que tornou inviável financeiramente sua operação.[carece de fontes?]